# 安藤林左衛門
安藤 林左衛門（あんどう りんざえもん、1867年12月19日（文久2年10月28日） - 1932年（昭和7年）12月25日）は、日本の政治家。宮城県富谷村長（5期）。

## 来歴
陸奥国黒川郡明石村（のち陸前国黒川郡明石村→宮城県黒川郡明石村→富谷村→富谷町、現・富谷市）出身。黒川郡西成田村（のち黒川郡富谷村→富谷町、現・富谷市）の安藤家の養嗣子となる。地押総代を経て、1889年（明治22年）町村制が施行され、富谷村が発足すると村会議員に選ばれた。1898年（明治31年）富谷村長に就任した。一回目の村長は1914年（大正3年）まで務め、この間、黒川郡会議員、信用組合長、耕地整理組合長を務めた。村長退任後は再び郡会議員、同参事員、耕地整理組合長、学務委員、農会総代議員、同評議員を務めた。
1927年（昭和2年）に再任、同年村農会総代議員、村農会長、二回目の村長は1929年（昭和4年）まで務めた。
1932年（昭和7年）に死去した。